# André Nzapayeké

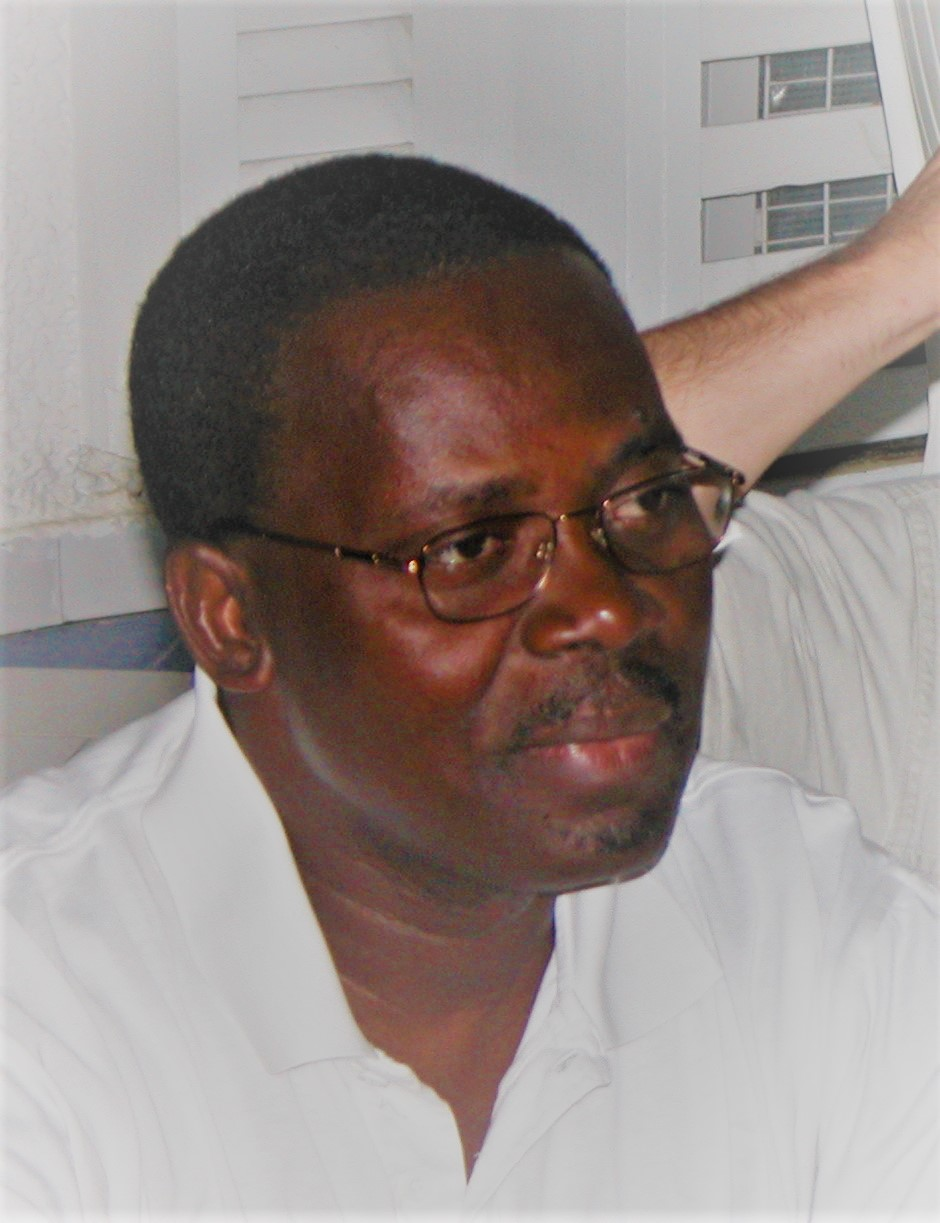
André Nzapayeké in Tunesien (2006)

André Nzapayeké (* 20. August 1951 in Bangassou, Französisch-Äquatorialafrika, heute Zentralafrikanische Republik) war von 25. Januar 2014 bis 10. August 2014 unter der Interimspräsidentin Catherine Samba-Panza interimistischer Premierminister der Zentralafrikanischen Republik. Er ist parteilos und Christ; sein Nachfolger wurde der parteilose Muslim Mahamat Kamoun.

## Leben
André Nzapayeké wurde im Jahre 1951 in Bangassou, der Hauptstadt der Präfektur Mbomou, als Sohn eines Pastors und Geschäftsmanns geboren. Nzapayeké, der als brillanter Student galt, ergatterte ein Stipendium der Europäischen Gemeinschaft für ein Studium der Entwicklungsforschung, welches in einer Promotion endete, sowie einem Studium Sozialanthropologie an der Universität von Amsterdam. Nach seiner umfangreichen Ausbildung wurde er im Finanzwesen tätig. Nachdem er nach seinem Studium nach Bangui zurückgekehrt war, eröffnete er Anfang der 1980er Jahre ein Büro für Beratungstätigkeiten und politische Aktivitäten, das sich kurzzeitig an einer von Abel Goumba gegründeten und politisch links zugeordneten Partei orientierte, heute (Stand: 2014) noch immer besteht und den Namen Cossocim trägt. Goumba war nach Jahren in Frankreich zu dieser Zeit selbst gerade erst in sein Heimatland zurückgekehrt und dort als Mitarbeiter der Weltgesundheitsorganisation sowie als Medizinprofessor und Rektor an der Université de Bangui tätig. Unter André Kolingba war Nzapayeké in den frühen 1990er Jahren kurzzeitig Minister für Ländliche Entwicklung, legte dieses Amt allerdings wieder nach einem Jahr nieder, um sich wieder seiner eigenen Beratungsfirma zu widmen. Dieses soll vor allem während dieser Zeit eng mit dem Großherzogtum Luxemburg, aus dem seine Ehefrau (heutige Exfrau) stammt, zusammengearbeitet haben.
Im Jahre 2009 trat der Technokrat in die Afrikanische Entwicklungsbank, im Französischen kurz BAD für Banque africaine de développement, ein und hatte dort die Posten als Präsident der Personalkommission, sowie als Direktor des Verwaltungsrats von fünf zentralafrikanischen Staaten, darunter auch seinem eigenen, inne. Nach einer eher unglücklichen Kandidatur als Vorsitzender der Zentralafrikanischen Wirtschafts- und Währungsgemeinschaft, im Französischen kurz CEMAC für Communauté Économique et Monétaire de l'Afrique Centrale, im Jahre 2011 wurde Nzapayeké im November 2012 ins Amt des Vizepräsidenten der Entwicklungsbank der Zentralafrikanischen Staaten, im Französischen kurz BDEAC für Banque de développement des États de l'Afrique centrale, geholt.
Während des Konflikts in der Zentralafrikanischen Republik (seit 2012) wurde André Nzapayeké im Januar 2014 als interimistischer Premierminister der Zentralafrikanischen Republik unter der Interimspräsidentin Catherine Samba-Panza gewählt. Seine Ernennung interimistischer Premierminister am 25. Januar folgte der Ernennung Samba-Panzas am 23. Januar als erste weibliche Präsidentin der Zentralafrikanischen Republik. Am 5. August gab das Staatsradio den Rücktritt Nzapayeké bekannt, ohne jedoch einen Nachfolger in diesem Amt zu nennen. Am 10. August 2014 ernannte Samba-Panza den parteilosen Muslim Mahamat Kamoun als Nachfolger Nzapayekés und holte den Finanzexperten per Dekret in die Regierung der Zentralafrikanischen Republik.